# 第9回日本アカデミー賞
第9回日本アカデミー賞は1986年（昭和61年）2月20日に行われた日本アカデミー賞の発表・授賞式。
東京プリンスホテルで開催され、司会は武田鉄矢と檀ふみが務めた。放送枠は『木曜スペシャル』だが、前年10月より枠が19:00 - 20:54に拡大され、番組も2時間番組になった。

## 最優秀作品賞
- 花いちもんめ

### 優秀作品賞
- 恋文
- Wの悲劇
- それから
- ビルマの竪琴

## 最優秀監督賞
- 澤井信一郎（早春物語／Wの悲劇）

### 優秀監督賞
- 市川崑（ビルマの竪琴）
- 伊藤俊也（花いちもんめ）
- 五社英雄（薄化粧／櫂）
- 森田芳光（それから）

## 最優秀脚本賞
- 松田寛夫（花いちもんめ）

### 優秀脚本賞
- 荒井晴彦（Wの悲劇／ひとひらの雪）
- 澤井信一郎（Wの悲劇）
- 高田宏治（櫂／春の鐘）
- 筒井ともみ（それから）

## 最優秀主演男優賞
- 千秋実（花いちもんめ）

### 優秀主演男優賞
- 緒形拳（薄化粧／櫂）
- 北大路欣也（春の鐘／火まつり／夢千代日記）
- 萩原健一（カポネ大いに泣く／恋文／瀬降り物語）
- 松田優作（それから）

## 最優秀主演女優賞
- 倍賞美津子（生きてるうちが花なのよ死んだらそれまでよ党宣言/恋文/友よ、静かに瞑れ）

### 優秀主演女優賞
- 岩下志麻（食卓のない家／聖女伝説／魔の刻）
- 十朱幸代（櫂／花いちもんめ）
- 薬師丸ひろ子（Wの悲劇）
- 吉永小百合（夢千代日記）

## 最優秀助演男優賞
- 小林薫（恋文/それから）

### 優秀助演男優賞
- 植木等（俺ら東京さ行ぐだ／刑事物語4 くろしおの詩／乱）
- 川谷拓三（薄化粧／ビルマの竪琴）
- 津川雅彦（ひとひらの雪）
- ビートたけし（夜叉）

## 最優秀助演女優賞
- 三田佳子（Wの悲劇/春の鐘）

### 優秀助演女優賞
- 樹木希林（夢千代日記）
- 田中裕子（カポネ大いに泣く／夜叉）
- 藤真利子（薄化粧）
- 藤田弓子（さびしんぼう／瀬降り物語）

## 最優秀音楽賞
- 武満徹（食卓のない家／火まつり／乱）

### 優秀音楽賞
- 井上堯之（カポネ大いに泣く／恋文／瀬降り物語）
- 梅林茂（それから／友よ、静かに暝れ）
- 佐藤勝（薄化粧／櫂）
- 山本直純（男はつらいよ 寅次郎真実一路／男はつらいよ 寅次郎恋愛塾／ビルマの竪琴）

## 最優秀撮影賞
- 前田米造（それから／CHECKERS IN TAN TAN たぬき）

### 優秀撮影賞
- 上田正治、斎藤孝雄（乱）
- 木村大作（魔の刻／夜叉）
- 小林節雄（ビルマの竪琴）
- 森田富士郎（櫂）

## 最優秀照明賞
- 矢部一男（それから／CHECKERS in TAN TAN たぬき）

### 優秀照明賞
- 佐野武治（乱）
- 安河内央之（魔の刻／夜叉）
- 下村一夫（ビルマの竪琴）
- 増田悦章（櫂）

## 最優秀美術賞
- 村木与四郎、村木忍（乱）

### 優秀美術賞
- 井川徳道（最後の博徒／夢千代日記）
- 今村力（結婚案内ミステリー／それから／魔の刻／夜叉）
- 戸田重昌（食卓のない家）
- 西岡善信（愛しき日々よ／薄化粧／櫂）

## 最優秀録音賞
- 橋本文雄（刺青 IREZUMI／恋文／早春物語／それから／タンポポ／Wの悲劇）

### 優秀録音賞
- 斉藤禎一（ビルマの竪琴）
- 紅谷愃一（聖女伝説／春の鐘／魔の刻／夜叉）
- 宮本久幸（それから）
- 矢野口文雄、吉田庄太郎（乱）

## 編集賞
- 鈴木晄

## 最優秀外国作品賞
- アマデウス

### 優秀外国作品賞
- インドへの道
- キリング・フィールド
- 刑事ジョン・ブック 目撃者
- コットンクラブ

## 新人俳優賞
- 江夏豊（最後の博徒）
- 新藤栄作（俺ら東京さ行ぐだ）
- 山下規介（ビッグマグナム黒岩先生）
- 河野美地子（瀬降り物語）
- 沢口靖子（ゴジラ）
- 早見優（キッズ）

## 特別賞

### 企画賞
- 鹿内春雄（ビルマの竪琴）
- 原正人（乱）
- 奥山和由

### 特殊技術賞
- 中野昭慶（ゴジラ）

## 話題賞
- 作品部門：CHECKERS IN TAN TAN たぬき
- 俳優部門：ビートたけし